# Malapert (månkrater)
Malapert är en nedslagskrater vid månens sydpol. Malapert har fått sitt namn efter astronomen och författaren Charles Malapert.
Kratern har en diameter på ungefär 72 km.

## Satellitkratrar
| Malapert | Latitud | Longitud | Diameter |
| -------- | ------- | -------- | -------- |
| A        | 80.4° S | 3.4° V   | 24 km    |
| B        | 79.1° S | 2.4° V   | 37 km    |
| C        | 81.5° S | 10.5° Ö  | 40 km    |
| E        | 84.3° S | 21.2° Ö  | 17 km    |
| F        | 81.5° S | 14.9° Ö  | 11 km    |
| K        | 78.8° S | 6.8° Ö   | 36 km    |

## Rymdsond
Den 22 februari 2024 landade den amerikanska rymdsonden 	Odysseus i Malapert-A kratern.